# 指数関数

底が e である指数関数（グラフの 1 マスは 1）

実解析における指数関数（しすうかんすう、英: exponential function）は、冪乗における指数 (exponent) を変数として、その定義域を主に実数の全体へ拡張して定義される初等超越関数の一種である。対数の逆関数であるため、逆対数 (anti-logarithm, inverse logarithm) と呼ばれることもある。自然科学において、指数関数は量の増加度に関する数学的な記述を与えるものとして用いられる（指数関数的成長や指数関数的減衰の項を参照）。
一般に、a > 0 かつ a ≠ 1 なる定数 a に関して、（主に実数の上を亙る）変数 x を ax へ送る関数は、「a を底とする指数関数」と呼ばれる。「指数関数」との名称は、与えられた底に関して冪指数を変数とする関数であることを示唆するものであり、冪指数を固定して底を独立変数とする冪函数とは対照的である。
しばしば、より狭義の関数を意図して単に「指数関数」と呼ぶこともある。そのような標準的な (the) 指数関数（あるいはより明示的に「自然指数関数」）はネイピア数 e (= 2.718281828…) を底とする関数 x ↦ ex である。これを exp x のようにも書く。この関数は、導関数が自分自身に一致するなど、他の指数関数と比べて著しく特異な性質を持つ。底 e を他の底 a に取り換えるには自然対数 ln x を用いて、等式
{\displaystyle a^{x}=e^{x\cdot \ln a}}
を適用すればよいから、以下本項では主に自然指数関数について記述し、多くの場合「指数関数」は自然指数関数の意味で用いる。

## 歴史と概観

赤線（―）は指数関数を表わす。黒い横線（―）は指数関数の曲線が緑の縦線（―）に交わる点を示している。緑の縦線を一定間隔で配置すると、黒の横線の間隔は急激に広がっていくことが分かる。

ある量の変化（増大または減少）率がその量の現在値に比例するというような状況において、指数関数は生じてくる（指数関数的増大または指数関数的減少）。
そのような例として、連続的複利計算があり、実はヤコブ・ベルヌーイが (Bernoulli 1683) においてこのような複利計算から今日 e と書かれる数（ネイピア数）
{\displaystyle \lim _{n\to \infty }\left(1+{\frac {1}{n}}\right)^{n}}
を導いている。後の1697年にヨハン・ベルヌーイが指数関数の解析学を研究している。元本 1 に対して年 x の割合で金利を得る複利を考えると、得られる利息は毎月現在値に x/12 だから、総額は毎月 (1+x/12) 倍となり一年で (1+x/12)12 となる。あるいは、毎日金利を得るものとすれば (1+x/365)365 である。さらに間隔を短くして年間に金利を得る回数を限りなく増やした極限として、指数関数の定義 
{\displaystyle \exp(x)=\lim _{n\to \infty }\left(1+{\frac {x}{n}}\right)^{n}}
を与えた最初の人はオイラーである。これは数ある指数関数の特徴付けの一つであり、ほかにも冪級数や微分方程式を用いた定義などがある。
どの定義に従ったとしても、指数関数は以下の基本的な関係（指数法則）
{\displaystyle \exp(x+y)=\exp(x)\cdot \exp(y)}
を満たすから、指数関数を e の冪乗とみなし、ex と書くこともある。
指数関数の変化率、即ち導関数は指数関数自身に一致する。より一般に、変化率が自分自身と（そのものではなく）比例するという性質を持つ関数は、指数関数を用いて表すことができる。関数のこのような性質は指数関数的増加や指数関数的減少と呼ばれる。
指数関数は複素平面上の整関数に拡張される。オイラーの公式は指数関数の純虚数における値と三角関数を関係付ける。同様に、指数関数は行列変数やより一般のバナッハ環に値を取る変数などに対しても定義される。あるいはリー代数における指数写像に一般化される。

## 性質
指数関数 {\displaystyle \exp _{a}(x):=a^{x}\ (a>0,\ a\neq 1)} は次の性質を持つ:
- {\displaystyle a>1} のとき狭義増加: {\displaystyle s>t\Rightarrow a^{s}>a^{t}.}
- {\displaystyle 0<a<1} のとき狭義減少: {\displaystyle s>t\Rightarrow a^{s}<a^{t}.}
- {\displaystyle \exp _{a}\colon \mathbb {R} \to (0,\infty )} は各 {\displaystyle a}  に対し全単射. よって {\displaystyle \exp _{a}} は各 {\displaystyle a}  に対し可逆で, {\displaystyle \exp _{a}^{-1}=\log _{a}.}
- {\displaystyle (a^{x})'=a^{x}\log a.} 特に{\displaystyle (a^{x})'|_{x=0}=1}  となる {\displaystyle a}  を {\displaystyle e}  と書くと, {\displaystyle (e^{x})'=e^{x}.}
- {\displaystyle a>1} のとき {\displaystyle 0<x<{\tfrac {1}{\ln a}}} ならば {\displaystyle 1+x\ln a<a^{x}<{\tfrac {1}{1-x\ln a}}.} 特に {\displaystyle a=e} のとき {\displaystyle 0<x<1} ならば {\displaystyle 1+x<e^{x}<{\tfrac {1}{1-x}}.}

## 厳密な定義

指数関数（青線：―）と、原点における指数関数のテイラー展開の第 n + 1 項までの和（赤線：―）。

指数関数 {\displaystyle \exp(x)} を一意的に定義するための特徴付けは、同値な方法がいくつも知られている。中でも以下の冪級数
{\displaystyle \exp(x)=\sum _{n=0}^{\infty }{x^{n} \over n!}=1+x+{x^{2} \over 2!}+{x^{3} \over 3!}+{x^{4} \over 4!}+\cdots }
で定義するのが典型的である。これは他の方法で指数関数を定義した場合に導くことのできる、指数関数のテイラー展開そのものである。
あまり典型的ではないが、自然対数関数の逆関数という意味で、指数関数 {\displaystyle \exp(x)} を方程式
{\displaystyle x=\int _{1}^{y}{dt \over t}}
の解 y と定めることもできる。あるいはまた、以下の極限
{\displaystyle \exp(x)=\lim _{n\to \infty }\left(1+{\frac {x}{n}}\right)^{n}}
によっても同じものが定まる。

## 微分
底がネイピア数 e、すなわち
{\displaystyle \lim _{h\rightarrow 0}{\frac {e^{h}-1}{h}}=1}
である指数関数 ex の導関数は ex 自身となる。
{\displaystyle {\frac {d}{dx}}\,e^{x}=\lim _{h\rightarrow 0}{\frac {e^{x+h}-e^{x}}{h}}=e^{x}\lim _{h\rightarrow 0}{\frac {e^{h}-1}{h}}=e^{x}}
解析学においてはこの性質を満たす関数として指数関数を定義する。つまり、指数関数 exp(x) とは、
1. {\displaystyle \exp(0)=1}
2. {\displaystyle (d/dx-1)\exp(x)=0}

を満たす関数のことである。この関数は代数的な定義で示される性質を満たし、両者は一致することが示される。
一般の指数関数 ax の導関数は自然対数 ln を用いて、合成関数の微分公式より、
{\displaystyle {\frac {d}{dx}}a^{x}={\frac {d}{dx}}e^{x\ln a}={\frac {{d}(x\ln a)}{{d}x}}{\frac {{d}{e}^{x\ln a}}{{d}(x\ln a)}}=(\ln a)a^{x}}
となる。a = e とすれば ln e = 1 なので最初の公式に戻る。

## 一般化

### 二重指数関数
二重指数関数とは、f(x) = abx の形で表現される関数のことである。

### 複素指数関数
実変数の指数函数に対するテイラー級数において、変数をそのまま複素数に取り換えることによってガウス平面 C 上の複素函数が得られる。すなわち、複素指数函数は、任意の複素数 z に対して
{\displaystyle \exp z=\sum _{n=0}^{\infty }{\frac {1}{n!}}z^{n}}
によって定まる整関数である。実指数関数について成り立つ性質のいくつかは複素指数関数に対してもそのまま成り立つ。また、実変数 x の純虚指数函数は 
{\displaystyle \operatorname {cis} (x):=\exp(ix)(=\cos x+i\sin x)}
で定義される実変数複素数値函数である（オイラーの公式の項も参照）。 

### p-進指数関数
複素指数函数の場合と同様に、テイラー級数表示における変数を p-進数とすることにより、p-進数の全体 Qp 上の関数として p-進指数関数が定義される。

### 行列の指数関数
上記のテイラー展開の x に任意の正方行列 X を代入することにより、行列指数関数 exp X が定義される。
とくに、X が n 次の実一般線型群 GL(n, R) のリー代数 gl(n, R) すなわち n 次の実正方行列全体を亘るとすれば、この指数関数
{\displaystyle \exp \colon {\mathfrak {gl}}(n,\mathbb {R} )\to {GL}(n,\mathbb {R} )}
はリー環からリー群への指数写像の一つの例を与える。
行列の乗法の非可換性ゆえに、行列の指数函数は指数法則 eX+Y = eX⋅eY を一般には満たさない（もちろん、XY = YX であるような X, Y に対しては満たす）。この両辺の誤差についてはベイカー–キャンベル–ハウスドルフの公式を参照せよ。

### バナッハ環上の指数函数
より一般に、テイラー級数による指数函数の定義は任意の単位的バナッハ環 B において意味を為す。この場合、B の零元 0 に対して e0 = 1 は乗法単位元であり、任意の x ∈ B に対し ex は可逆元で e−x = 1/ex を満たすが、指数法則 ex+y = ex⋅ey（右辺は冪級数のコーシー積として定義できる）の成立には可換性 (xy = yx) が必要である。